# Heike (prénom)
Pour les articles homonymes, voir Heike.
Heike est un prénom féminin allemand et néerlandais apparenté à Henri et pouvant désigner:

## Prénom
- Heike Blaßneck (en) (née en 1971), athlète allemande en 100 mètres haies
- Heike Balck (née en 1970), athlète allemande en saut en hauteur
- Heike Beier (née en 1983), joueuse allemande de volley-ball
- Heike Dähne (née en 1961), nageuse est-allemande
- Heike Drechsler (née en 1964), athlète allemande en heptathlon
- Heike Eder (née en 1988), skieuse alpine autrichienne
- Heike Faber (en) (née en 1965), actrice allemande de télévision
- Heike Fassbender (en), mathématicienne allemande
- Heike Fischer (née en 1982), plongeuse allemande
- Heike Friedrich (née en 1970), nageuse allemande
- Heike Funk (née en 1968), triathlète allemande
- Heike Hartwig (née en 1962), athlète allemande en lancer du poids
- Heike Henkel (née en 1964), athlète allemande en saut en hauteur
- Heike Hennig (née en 1966), danseuse et chorégraphe allemande
- Heike Koerner (en) (née en 1973), nageuse olympique mexicaine
- Heike Kunhardt, gymnaste artistique est-allemande
- Heike Kemmer (née en 1962), cavalière allemande
- Heike Koerner (en) (née en 1973), nageuse olympique mexicaine
- Heike Langguth (en) (née en 1979), combattante allemande de Muay Thai
- Heike Langhans (née en 1988), compositrice et chanteuse sud-africaine
- Heike Lätzsch (en) (née en 1973), joueuse allemande de hockey sur gazon
- Heike Lehmann (née en 1962), joueuse est-allemande de volley-ball
- Heike Makatsch (née en 1971), actrice et chanteuse allemande
- Heike Meißner (née en 1970), athlète allemande en 400 mètres haies
- Heike Merker (née en 1967), artiste maquilleuse allemande
- Heike Kamerlingh Onnes (1853-1926), physicien néerlandais
- Heike Polzin (née en 1955), femme politique allemande
- Heike Popel (en), lugeuse est-allemande
- Heike Rabenow (en), sprinteuse céiste est-allemande
- Heike Riel (en) (née en 1971), chercheuse allemande en nanotechnologie
- Heike Schäfer (née en 1964), chanteuse allemande
- Heike Schulte-Mattler (née en 1958), athlète allemande en 400 mètres
- Heike Schwaller (en) (née en 1968), joueur germano-suisse de curling
- Heike Taubert (née en 1958), femme politique allemande
- Heike Tischler (née en 1964), athlète est-allemande en heptathlon
- Heike Walpot (née en 1960), nageuse allemande et candidate astronaute
- Heike Warnicke (née en 1966), patineuse de vitesse allemande
- Heike Wezel (en) (née en 1968), skieur cross-country allemande
- Heike Wilms-Kegel (en) (née en 1952), femme politique allemande